# 周美吟
周美吟（1958年—），出生於臺灣新北市三重區，物理學家。她以纳米材料發展為主要研究領域。

## 生平
在周美吟3歲時，她的父親病逝。後來，她入臺北市大安國小就讀，並培養出對於閱讀及音樂的濃厚興趣。高中聯考時，她錄取於北一女。大學聯考時，她以國立臺灣大學物理學系為第一志願並順利錄取。1980年，當她畢業於該系時，她成為該系該屆唯一女性畢業生。後來，她前往加州大學柏克萊分校繼續研讀，並分別於1983年及1986年取得碩士及博士學位。隨後，她前往紐澤西州的埃克森美孚機構擔任博士後研究員至1988年。
1989年，她與丈夫開始在喬治亞理工學院物理系擔任教授及系主任至2011年。2011年起，她返回臺灣擔任中央研究院原子與分子研究所所長，以及中研院和國立臺灣大學物理學系合聘教授。2016年起，她開始擔任中央研究院副院長。

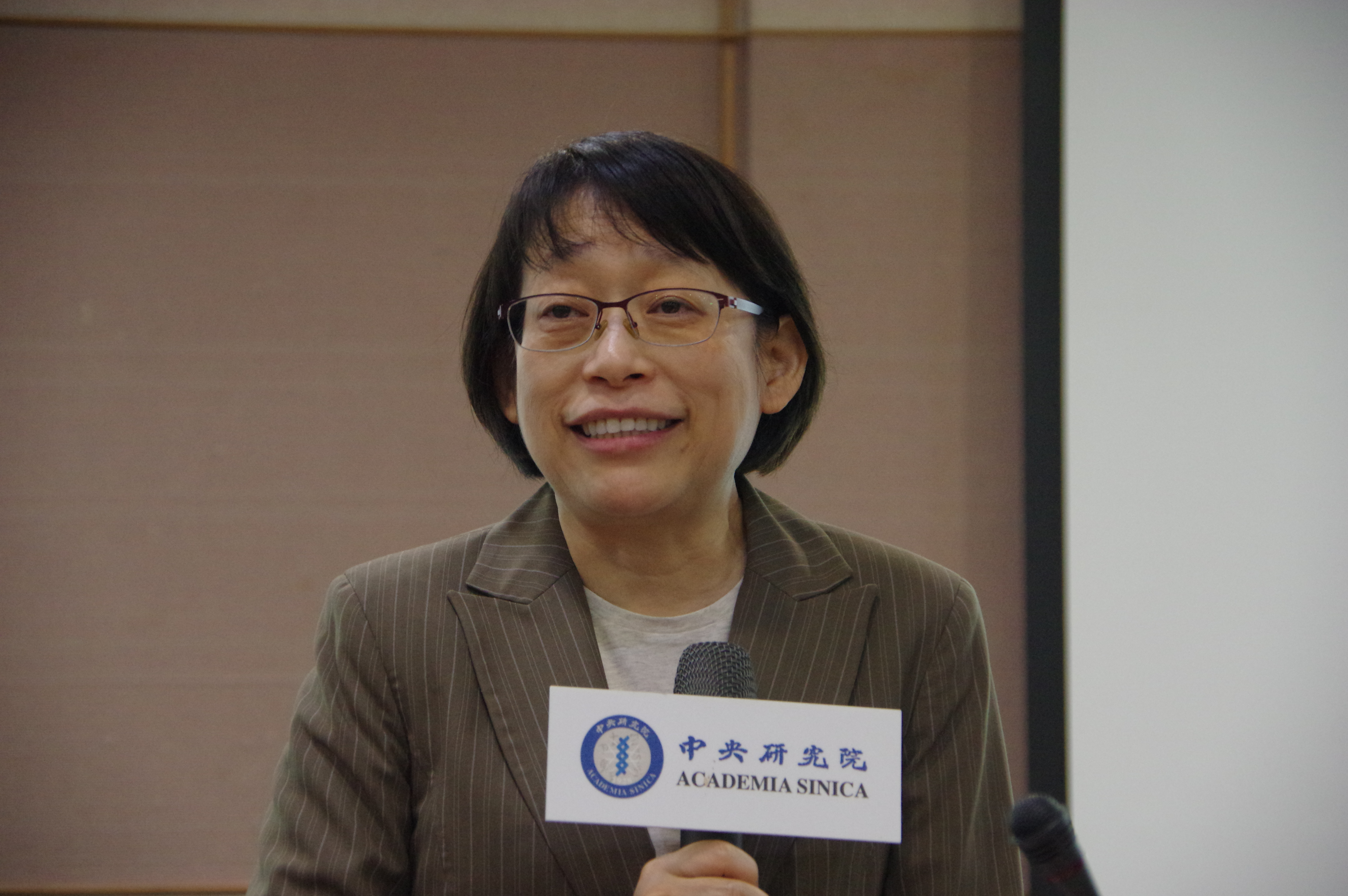
周美吟於中央研究院副院長任內

2017年起，她與陳弱水、陳銘憲、張慶瑞、管中閔等人參加國立臺灣大學校長遴選，但在首輪投票時即宣告落選。

## 研究領域
周教授的研究領域在固態物理理論以及第一原理計算，著重在材料上的應用。近年來的研究方向包含各種一維和二維的奈米系統，以及固體儲氫材料，在國際知名期刊發表過一百多篇學術論文，被引用超過5600次。
固態物理理論以及第一原理計算在近代材料科技的發展中，已經成為不可或缺的一環。透過使用高速電腦計算的綜合研究，可以加快進階材料的發現和發展。周美吟教授是這個計算材料物理領域的傑出科學家，其主要研究重點為新型材料的電子性質。在過去二十多年期間，她對於進階材料的發展與其特性的研究有著不可或缺的重要貢獻，儼然成為第一原理電子結構計算領域之重要影響人物之一。
近期周教授的研究主要著重在不同型態的奈米結構，從半導體奈米線到金屬薄膜甚至石墨烯的研究。奈米材料係由極小的單位元件所組成的材料。周教授的研究團隊有系統的研究矽奈米線的電子性質，包括了方向的關連性、拉曼強度、和激發子效應。在過去幾年中，她的研究方向著重在石墨烯上。周教授的研究團隊目前正在研究石墨烯特殊的堆積組合對電子結構的影響。

## 家庭
她在婚後與丈夫育有一男一女；女兒後來在哈佛大學取得應用數學碩士學位。

## 獎項及榮譽
- 愛迪生130周年誕辰紀念活動代表（1977年）
- 美國國家科學基金會「總統年輕學者獎」（1991年）
- 美國物理學會會士（2002年）[2]
- 第六屆台灣傑出女科學家成就獎[12][13]「傑出獎」（2013年）[14]
- 第30屆中央研究院院士（2014年）[2]

## 語錄
- 「女性應該要認識自己的潛力，不要自我設限。」[2]
- 「以身作則是唯一的方式，以教育大家了解什麼是對的、負責任態度」[15]
- 「媽媽不要要求太多，別在細節上打轉，就不會覺得壓力那麼大。」[11]
- 「...事實上信任感是要透過溝通。」[16]
- 「卓越不是由外在的評論所成就，而是我們共同且創意的選擇。」[17]

## 軼事
- 在台大校長候選人政見會上，她針對「導師制」議題表示學生從高中畢業進入大學是非常大的轉變，情緒、感情和課業上都需要好的輔導老師。[15]
- 據她回憶，她在小學時就喜歡閱讀，並曾整日待在臺北重慶南路上的書店裡閱讀歷史及相關領域書籍。[1]

## 外部連結
- Mei-Yin Chou - IAMS-Sinica（页面存档备份，存于）（英文）